# 芸術心理学 (ヴィゴツキー)
『芸術心理学』（げいじゅつしんりがく、ロシア語: Психология искусства）は、ロシアの心理学者レフ・ヴィゴツキーの著書。

## 出版経緯
初期原稿として、異文「ハムレット論」がある。作者の学生時代である1915年の8月5日から9月12日に第一案が書かれ、1916年の2月14日から3月20日に第二案が書かれた。第二案は12枚綴りで、題は「デンマークの王子ハムレットの悲劇 W・シェイクスピア」。
『芸術心理学』は1924年から1925年にかけて仕上げられた学位論文であり、シェイクスピアの『ハムレット』とイヴァン・クルイロフの『寓話』及びイヴァン・ブーニンの短編小説『やわらかな息づかい』の分析が中心で、芸術作品がひとの心理に呼び起こす美的反応の法則性を説明するものである。約10年をへだてたハムレット論となる。この論文により、ヴィゴツキーは「第一級研究員」の称号を得た。
執筆当時には未出版であり、作者存命中には出版されず、1965年にモスクワの「芸術」出版所から出版された。セルゲイ・エイゼンシュテインの資料コレクションの中にタイプライター原稿が一部保管されているのが発見され、これをもとに1968年に改訂版が出版された。これには、編者エヌ・イ・クレイマンによって1916年のハムレット論第二案が巻末に添えられた。

## 「デンマークの王子ハムレットの悲劇 W・シェイクスピア」第二案
直接的な、学問的な創造の領域、主観的な、読者的な批評の領域である芸術的批評の領域は、学問的知識により養われるものでも哲学的思想により養われるものでもなく、直接的な芸術的印象により養われる。その特質は、まず第一にディレッタント的批評である点にある。作品の作者への態度、作品の他のもろもろの批評的解釈への態度、研究対象そのものへの態度、の3つの主要な、最も本質的な特質が現れる。批評は考察されるべき作品の作者の個性に拘束されない。芸術作品は、一度創造されれば、その創造者から離れる。それは読者なしには存在しない。それは読者により実現される可能性に過ぎない。象徴的な、すなわち一切の真に芸術的な作品の無尽蔵の多様性の中には、作品についての多数の理解と解釈の源泉が横たわっている。そして、作者による作品の解釈は、数多くの可能な解釈の一つに過ぎず、何ら強制力を持たない。また、芸術作品は単一のイデーを持たない。作品の中に含まれるあらゆるイデーは正しい。作品の様々な解釈の持つ権利は同等性を得ている。批評家は自身の解釈を、可能であるもろもろの一つであるとしつつも、解釈そのものを実証し、その可能性を実証しようとつとめながら、その唯一性と独占性を得ようとは望まず、他の批評家達の批評には従わない。批評家＝読者の役割は、主として自身の精神で、他人の創作を理解し、再現することにある。彼は作品を再創造し、新しい作者のように作品に内から近づく。彼は常に作品の魔力圏内にあり、その作品の勢力範囲内にある。彼が作品そのものによって完全に束縛されるという事実から、返照して作品の作者への態度、作品の他のもろもろの批評的解釈への態度という2つの命題に関する本質的な条件が出てくる。まず、彼の解釈は所与の作品の解釈そのものでなくてはならず、作品に関して著述された何かであってはならない、次に、批評家の意見は終始一貫していなくてはならない。客観的にはあらゆる解釈の自由と同権を認めながらも、主観的には批評家は自分の考えだけを唯一の真実なるものと考えていなくてはならない。批評は、考察される作品の絶対的価値を無言のうちに前提としている。自己の精神を通して作家の創作を考察するこの批評は、相対的評価を行わない。2つの類型の批評に分類できる。芸術家としての批評家、自ら芸術作品を再創造する批評家＝創作者の場合と、無言の詩人となる運命にある批評家＝読者の場合とである。
読者的批評を基本的に許容することは、『ハムレット』研究の仕事に全く新しい諸条件を創り出す。戯曲の出現の時期や起源、作者、影響に係る歴史学的問題も、作者の伝記的問題も、さらに作品に関する純批評的な膨大な文献の一切も、すべて除外することを許すのである。批評に求められる唯一の知識は、対象となる悲劇のテキストの知識である。ここにハムレットの問題は、今日までとは対立的な観点に置かれる。読者は、ハムレットの無意志の問題が、別の面からのみ提起されていることに気づくだろう。ハムレットは筋そのもの、事件の進行、場面のつながりに説明を要する数少ない戯曲の一つであり、また、一切の新しい解釈が筋そのものへの新しい説明を与える以上、それは他の批評的解釈と触れ合うものであることを付言しないわけにはいかぬ。それら批評的解釈は、事件のつながりとハムレットの形象自体の説明しがたさをその基礎に置き、出発点としてとる。悲劇の《あいまいさ》を認め、それを克服しようとつとめる。神秘性とわかりにくさは、悲劇を霧のように外部からつつむ掛布ではなくして、悲劇の核心そのもの、内的中心なのである。あいまいさの中に包まれているものは、単純なものではなく、秘密が人物、セリフ、行動、事件で囲まれているのである。この短い試論は神話として悲劇を解釈する試みであって、シェイクスピア批評における最初の試みである。出発点は、ハムレットの神話であり、ハムレットの現実である。芸術的催眠と暗示の説明しがたい力によって、説得し、命令し、征服するあの説明しがたい初源的実在、悲劇の現実である。この神秘的な現実から悲劇は二次的なもの、残りの一切のもの、すなわち登場人物の形象、筋、セリフ等としてくっきりと現れてくる。これはすべて主要なものに従属しているのである。試論のテーマは、デンマークの王子ハムレットについての悲劇の神話と、芸術作品の中に明らかにされた宗教的真理としての神話である。
研究されるべき創作物の範囲内に閉じこもることは、容易である。そのもの自身を説明しない芸術作品とは一体何なのか。『ハムレット』はシェイクスピアの精神の植民地である。ハムレットを統治している特殊な法律の効力を示すには、それらの作用、ドラマの諸事件の進行へのそれらの奇蹟的な影響を感じさせることが必要である。悲劇そのもののうちに表現されている《世界のイデー》を理解しなければならない。これこそが真の芸術理解の課題である。
ここで芸術的印象の表現しがたさ、叙述しがたさについての問題について詳述する。同じ問題の二つの面――《二つの表現しがたさ》――を区別することが必要である。第一は、『ハムレット』のイデーそのものの表現しがたさ、すなわち言葉にとってのイデーのとらえがたさである。悲劇のイデー、その中で作用している法則（芸術解釈における世界のイデーと世界の法則）は、たえられぬほど心をひきつけるが、人間の意識にとって絶望的に永久に閉ざされた秘密として永遠に残るのである。悲劇において可能なのはそれの理解ではなくて、感知である。芸術そのものには永久に疑問符がついたままである。第二のものは、自分自身の印象の表現しがたさ、おそらく単に書くことができないということである。ここに《思想と表現を分つ深淵》が切り開かれていることから生じる正真正銘の《言葉の苦しみ》となっている。批評家は、自身の《魂の耳》で聞き、《魂の目》で見える知覚の過程を、読者に感じさせ、自分の気分を伝染させ、読者の《内的な言葉を目ざめさせ》、示す手段を所有している。表現されがたい言葉を《夢のなかでのようにつぶやく》《声》は、悲劇自体であり、悲劇の《言葉、言葉、言葉》である。これらの読者的評論、これらの《引き出された音》は、ハムレットを読む際に伴い、そして読むこと自体がなくてはなくては存在しない内的なイントネーションのようなものである。悲劇を読み、それの全体的な芸術的知覚に達しようと努めるとき、読者はわれわれが聞いたと同じことをそれの音の中に聞くであろう。このようにしてのみ批評家の体験は伝達しうるのである。批評家の課題は、一定の方法によってこの知覚を方向づけること、これに相応する方向を与えることである。そのほかのことは、読者の課題なのである。すなわち、悲劇をこの方向において、これらのトーン（イントネーション）の中に体験することである。評論は、体験の方向、それのトーンに過ぎず、悲劇によって投げられた影の輪郭に過ぎない。そしてもし読者が芸術的体験によってこの悲劇を、ほかならぬこの方向で、これらのトーンで知覚するなら、この評論の課題は実現されるであろうし、批評家の思想の表現されがたさは、悲劇の言葉をとりまいていて、悲劇の秘密を内に包んでいる、あのはてしなく、高度の沈黙の中に合流し、沈むであろう。沈黙と語られがたさ、上述したこれらの《二つの表現しがたさ》は、合流するであろう。ここに沈黙とは、意味の十分さ、完全さ、完成であり、秘密であり、理解する必要のあることである。語られがたさとは、意味の不足、欠け、減少であり、魂の不完全、意をつくさぬことであり、克服する必要のあることである。この前書きの課題は、このような批評的小論の客観的成立の可能性を可能な限り主張することであるが、それの客観的必要性を立証することでは決してない。《自己の個人的な解釈を対象の真の本質》と詐称することなく、自己の印象に歴史的な見解を混ぜることなく、『ハムレット』への自己の内的反応の伝達にとどまり、どのようなものであれ、自分のコップから飲むというひかえめな希望をもって――要するに、すべてこれらの条件を守ることによって、われわれは、読者的印象についてのこの小論が余計なものにならないだろうと考える。
日々のはてしない時間の循環のなかに、明るい時間と暗い時間の無限の鎖のなかに――あるきわめてあいまいな、漠然とした、とらえがたい、昼と夜の境がある。夜明けの直前に、既に朝が来てはいるがなお夜である刻がある。夜の昼へのこのおかしな移り行きほど神秘的でわかりにくい、不可思議であいまいなものはない。この刻の、悲しげな、異常な、表現しがたい神秘性は恐ろしいほどである。朝のようなものはすべて、薄闇の縞目の彼方にあらわれ、見える夜のなかに沈んでいる。一切がぼんやりとして明らかでない、不安定なこの刻には、言葉の普通の意味での影は存在しない。地面に投げられる、明るい物体の暗い影は存在しない。しかしすべてが影のようであり、すべてがおのれの夜的な面をもっている。時間のあやしげな掛布の裂ける刻である。その上に昼の世界が舞い上ったあの夜の深淵の露出の刻である。すなわち夜と昼の刻である。ハムレットについての悲劇を読み、あるいは見る時、魂はこのような刻を体験する。永遠にとらえられぬままに残るであろうその本質そのものにおいて、説明しがたく神秘的であり、きわめて理解しがたく不可解な悲劇。そこにある一切が二つの意味をもっている。一つは外面的で単純な意味であり、もう一つは普通とはちがった深い意味である。そこでは、それぞれの言葉と状況のかげに断崖のようなものが開いており、深淵から掛布がすっかりはがされる時に夜のみが知るような底しれぬ、おびやかすような――死の前のかもしれぬ？――深みが触覚され、感知される。悲劇の深淵の体験にさいしては眩暈を避けえぬような人間の魂の深所をこの悲劇は通っている。
この悲劇には、劇的な行為が欠けているようである。行動のない悲劇。しかし、『ハムレット』は悲劇性の最深部にかかわっている。悲劇的なものはそれ自体としては、人間存在の基盤そのものに発しており、われわれの生の土台のなかにおかれており、われわれの生命の根源において培われている。人間存在の事実そのもの――人間の出生、人間に与えられた生、人間の個々別々の生存、一切からの隔絶、宇宙における疎外と孤独、知られざる世界から知られている世界への投入とここから不断に生じる二つの世界への服従――は悲劇的である。一般に悲劇が芸術的創作の高度の形式であるとすれば、『ハムレット』は高度のうちでも最も高度のものであり、悲劇の悲劇である。この悲劇のなかにとらえられるものは、悲劇のなかで悲劇を構成しているもの、すなわち、悲劇の本源自体、悲劇の本質自体、悲劇のイデー、悲劇のトーン、普通のドラマをトラジディにかえるもの、あらゆる悲劇に共通して存在するもの、すべての悲劇がその上に構築されている、かの悲劇的な深淵とかの悲劇的なものの諸法則である。
無行動性、は悲劇の悲劇であるからではないか？　それぞれの状況、それぞれのエピソードは、それぞれ別個の悲劇のテーマである。何人かの人物は、いくつかの悲劇の主人公でありうるが、これらの個々の悲劇は仕上げられてはおらず、下書きされ、ほのめかされているだけである。分けられずに一緒にされていて、その際それらすべてに共通する一つの面でお互いに向き合っている。このゆえにそれらの合同は、お互いに共通な面に制約された悲劇の悲劇を与えるのである。『ハムレット』のなかには、悲劇的な種子から育てられたドラマがいくつかあり、外見上の混乱と首尾不一致、非自律性はここから生じているが、それらはすべて、一つの悲劇的な面、つまり最深部の分解されえぬ、説明しがたい自らの面によって、中心点へ、戯曲の内的な焦点に向けられている。このゆえに、ここで起こるすべてはそれぞれ一定の意味をもってはいるが、夜のなかに沈んでいるのである。言葉のなかに進行する外的な現実のドラマと並んで、もう一つの深化された内的なドラマが展開されており、これは沈黙のなかに進行していくもので、外的なドラマはこのための枠のような役をしている。外的な、耳に聞こえるセリフのかげに、内的な、沈黙のセリフが感じられる。行動は二つに分れ、いたる所に神秘的な力の不思議な作用が感じられる。行動は同時に二つの世界で起こる。一切が影として、反映として動いているここの、仮の、可視の世界と、ここでの出来事と事件が決定され、方向づけられるもう一つの世界においてである。悲劇はこの世界とあの世界とを分ける境界そのものの上で起こり、動きはこの世の生存の境界そのものへ、生存の極限、すなわち戯曲の《墓場性》――死、殺人、自殺、《死後的なもの》――へ引き寄せられる。悲劇は二つの世界の閾の上で演じられ、その動きはこちらの世界の端の方へ引き寄せられるばかりか、しばしば向こう側、すなわち戯曲の来世的なもの、棺の中的なもの、まで踏み越える。そして二つの世界のこの境界は、劇の動きと主人公たちの魂のいとも深い所におかれているので、それは『ハムレット』の最深部であるあの悲劇的な深淵と合わさっている。
もろもろの事件が起こり、そして終わるのは、若干の法則にしたがっているが、その法則はここ、舞台の上にはなくて、向こう、舞台裏にあり、また、事件の論理は向こうにあり、向こうから来るのである。「天地の間には、ホレイショー、哲学などの思いも及ばないことが沢山あるのだ。」とハムレットは言う。この上に戯曲全体は組み立てられている。また、既に死んだ、すでに墓のなかに立っているハムレットはすべてを知っている。彼は物語ることができるだろう。彼は悲劇のこの二つの意味をはっきりと認めている。一つは、ホレイショーが多少とも詳細に物語らねばならぬ悲劇の外的な物語、悲劇の筋である。さて悲劇の第二の意味であるが、これについては、すべてハムレットの魂のなかで行われたことであるから、すでに死んだハムレットには物語ることができたであろうが、この第二の意味は物語られず、戯曲のなかでは与えられず、墓のなかへ運び去られている。ハムレットに時間があるとしたら、彼は、なにを語ったことであろう。悲劇のこの第二の意味、この《あとのもの》、戯曲のなかでは語られないもの、戯曲のなかで与えられずに戯曲から生じるもの、それは悲劇の問題の解決のために、悲劇の物語の理解のために必要不可欠なのである。だからこの第二の意味はやはり戯曲のなかに与えられているのであり、悲劇自体のなかにあるのだ。この《意味》は劇そのもののなかに与えられている。正しくは、劇のなかに、その行動の進行のなかに、そのトーンのなかに、その言葉のなかに存在している。だからこそ悲劇はつねに沈黙のなかに動いているのである。これが、悲劇の地下層であり、悲劇の源泉なのである。悲劇のこの《第二の意味》を深く感じとることで進められる以下の文では、この意味については直接には一言も語られぬであろう。それを戯曲そのもののなかに感知すること、戯曲の地下層の、悲劇的源泉を感知することだけが必要なのである。
ここで知覚のための気分の霧のみを、すなわち劇がその気まぐれな模様を刺繍するカンバスのみを与える劇全体の印象から、それの構成部分たる個々の登場人物、彼らの思想、言語、性格、運命の分析的考察に移ることが必要である。われわれに最も役に立つと思われるのは、登場人物と戯曲の筋の平行的な考察である。外的な劇がその二つに分けられ、そしてその二つから構成されている二つの部分であるからである。一方においてドラマの筋（ファーブラ）、すなわちドラマのなかの事件の進行と、他方において登場人物、すなわちこれらの事件への参加者とが、劇全体を決定する、より正しくは、それらの相互関係が悲劇を決定する。『ハムレット』の場合もこの相互関係の考察が必要である。これにおいてのみ悲劇の意味は感知しうるのである。
しかし、その相互関係のなかにわれわれが悲劇の意味を感知しようと考えるこれらの二つの部分、――戯曲の筋（ファーブラ）すなわち、事件、イントリーグ、カタストロフィーと人物のほかに、もう一つの部分――この相互関係を包み、それに独特の外観を与えているかのような極めて重要な部分――がある。悲劇の見えざる雰囲気であり、悲劇の抒情性、《悲劇の言葉》、それのトーン、気分のことである。最も大切なのは、登場人物、彼らの行動、運営の描写ではなく、人物と人物との間の間隔をみたしているあのとらえがたい空気、人物と状況の結合から生じる悲劇的なもののあの無限の遠方である。舞台の上に起こるもの、見えるもの、与えられているものではない。事件と言葉のかげにぶらさがっているもの、ぼんやりと推察されるもの、感じられ、気づかれるものである。戯曲の《第二の意味》を包んでいるこの雰囲気は戯曲そのもののなかにはない。それは与えられたものから生じる。それは呼び出さねばならない。それぞれの人物は、彼に対して自分の光を投げかける他の人物が向き合って、あるいは並んで立つ場合にはもう違った意味をもつのである。登場人物のそれぞれをそのあるべき位置におかねばならない。正真正銘悲劇的な人物、魂のなかに悲劇的な本源を保持するもの――悲劇的な主人公――を、この悲劇的な本源の重圧の下に破滅する悲劇的な犠牲者と区別することが必要である。彼らをしかるべく配置してはじめて、彼らの間に存在している、悲劇的なものの糸の張りめぐらされたあの空間をよみがえらせることができる。この《悲劇の音楽》では、悲嘆、悲哀、憂愁、苦悩等々、それらを表す言葉があるかぎりのすべての――暗い感情の一切の音階が、神秘的なオルガンのノートによってひびいている。悲劇の上にそそがれている光、それは暗い光である。今後、事件の進行と登場人物の相互関係の考察と、悲劇の言葉のかげに聞えてくるこの《悲劇の音楽》とにわれわれはかかわりをもつ。これが、戯曲を構成している個々の悲劇を、すべてが一つの面で悲劇の内的な焦点、中心点に向いているあの個々の悲劇のすべてを理解すること、登場人物の《性格》を理解して照らし出し、事件の進行メカニズムを明らかにすること、最後に悲劇の全体的な《意味》を感じとり、悲劇を理解し、それの《言葉》の下に《あとのもの》をおくことの助けとなるはずである。秘密は秘密として受け入れねばならない。謎解きは無学な者のすることなのだ。目に見えないものは、理解しがたいものと同義では全然ない。それは魂への別の通路をもつものである。表現されがたいもの、合理的でないものは、魂のこれまで解かれえなかった感情表現として感得される。神秘的なものは、謎解きによってではなく、それを感触し、体験することによってとらえられる。《あとのもの》とは劇の沈黙のうちにとらえられる。ここに悲劇の詩人の秘密がある。
悲劇は、幕があく前に起こったカタストロフィーで始まる。その場合の主人公は、父の方のハムレットを殺した男、父ハムレットの弟、デンマークの現国王クローディアスであろう。しかしこの第一の悲劇はわれわれの悲劇五幕のなかにはなく、舞台のかげで起こっている。それについてわれわれが知るのは、物語（ラスカース）によってであり、こうしてこの劇の動きのメカニズムは舞台のかげに、舞台裏に移されている。『ハムレット』全体を通じて諸々の事件の物語が飽きるほど語られ、重要なことはカタストロフィーの外はすべてが舞台のかげで起こっている。父ハムレット殺しについても、母と殺人者との結婚についても、父親同士のハムレットとフォーティンブラスの決闘についても、父ハムレットの亡霊についても、ハムレットのオフィーリアへの恋についても、彼女との別れについても、海賊との闘いについても、ギルデンスターンとローゼンクランツを殺すことについても、オフィーリアの非業の死についても、またハムレットの気持についても、われわれは物語によって知るのである。この劇全体は、すべてが見物人の前で直接的に再現され、舞台の上に与えられねばならぬ、上演されるものとしての悲劇の性格そのものに一見矛盾するような、言葉の上に、物語の上に構築されている。それぞれの物語のうしろには、神秘的な《言葉》で包まれているから外にあらわれない、事件と行動が感じられるかのようである。一切が舞台の外で行われている。ここにあるのは、発生する事件のこだまと反射、反映、照りかえしだけのようである。物語を通してではなく直接的にあらわれ生じる時、カタストロフィー、の事件と行動のあの恐ろしいおびやかすような非現世的なものはここから生じている。これに、役者たちのモノローグ、劇中劇、オフィーリアや墓掘り人夫たちの歌、ハムレットの断片と詩、ハムレットのホレイショーへのセリフにある物語としての劇全体への考え、ホレイショー自身の役割を加えれば、最後のぎりぎりまで保たれているこの劇の《影絵的》性格、影絵的スタイルが明らかになろう。これだけが、純粋に芸術的長所としては、『ハムレット』を最高のドラマにしている。劇全体はこだまから、反映から、反射から、物語、モノローグ、回想、幻想、影、観念、遊戯、歌から成っていて、行動はない。そしてこれに劇の外観は相応していて、散文と詩句、押韻したものと押韻しないものと、断片、場面、歌、モノローグが、何物かの破片、かけらのように交替しているのだ。まことにこれは投影の悲劇である。悲劇のこの《影絵的スタイル》が悲劇の意味を内包し、悲劇の内に秘められた意味を芸術的に感じとらせ、発生するものすべてにおのれの光を投げている。個々の事件が《影絵的》性格をもっていることを指摘するためにそれらを考察する際に、またホレイショーの物語としての劇全体の考察にあたって、われわれもこれを利用しなければならない。外的なものから内的なものへ、形式（《言葉》）から意味（《沈黙》）へ、作劇方法から劇全体の本質の解明へ、芸術家である作者だけでなく、主として批評家である読者が戯曲の本質を解明する方法とはこのようなものである。すべてこのスタイルが、ドラマの形式、さまざまな人物の物語によって表現されている。批評家＝読者は彼らのうちの誰とも自分を同一視することはできないし、彼が語ることは、事件そのものについてよりむしろ登場人物の魂、彼らの物語への事件の反響や反映についてだということになる。彼はこの材料についてのみ研究することになる。事件そのものでなく、登場人物の魂の鏡への事件の反映について語る際に、事件を映像のなかに研究するには、それぞれの鏡＝登場人物の焦点、中心を発見しなくてはならない。ハムレットの父親の亡霊の劇中での役割を考察する。劇のスタイルにしたがって、亡霊の役割を登場人物の魂への反映から明らかにすることが必要である。また、ここで展開される『ハムレット』観が、劇を全体として感覚することから始まってその細部、登場人物の役割の評価へと進む道をとってでき上ったとすれば、この考え方を思想として伝える仕事の進め方は逆、個々の人物の役割の評価から劇を全体として知覚することへ、でなければならない。あるいは両方を一緒にしてもよいかもしれぬ。われわれのテーマは、戯曲の筋、事件の進行と登場人物の平行的考察であるからだ。
亡霊は戯曲のなかでは五幕を通じてどこでも行動せず、何もしない。亡霊は別の世界から来て、ここで起こる一切に、見たところいつも無縁なままである。一方、一つ一つの言葉、一つ一つの行動、いっさいが、劇中に充満している亡霊のもつ来世性、別世界性、《幻影性》、亡霊のもつ墓の中的なもの、亡霊の正に超自然的な面のもつ完全なリアリティを浮き彫りにし、強調している。劇中の亡霊のリアリティが命題となる。
亡霊についての物語から亡霊が出てくる、そして諸君はそれがあらわれる前にそれについての話を聞いているのだ。直接には再現されていない事件に対して、事件の個人的体験の澱が、体験した話し手の魂の痕が加えられているのだ。場面の対象へのこうしたリリカルなアプローチに、場面のリリカルな彫琢に、この芸術方法の意味がある。観客は幽霊を見る。この言い方は十分ではない。われわれが見るのは、舞台で人びとが幽霊を見るさまである。確かめに来た、幽霊などあらわれぬと信じていたホレイショーは、その場で兵士たちとともに幽霊の秘密を考え始める。霊魂についての物語、会話から父ハムレットの霊魂が《発生すること》も、亡霊の劇中での役割を何よりもよくあらわしているその無言の、無行動でだんまりの出現そのもの――亡霊は二度あらわれるが、無言であたりの薄闇にまぎれてテラスを通り、去り行く夜とともに消える――も。亡き父ハムレットの霊魂――幽霊、死者の亡霊、生存していないが発生し、現実と非現実の、現世の生活と来世の生活の境にある幽霊、実現されたファンタジー、具象化された不合理――はまことにありうべからざるもの、不自然なものである。事件の存命中の発端――世界のこちら側の半分での――についてのこの物語が、来世的な、墓の中的な亡霊の出現と結びつけられている。地上的なものと天上的なものとが、現世的なものと来世的なものとが編みあわされているさまは、こちら側で、世界の既知の半分で起こっていることが向こう側まで続いて、向こうの世界と結びつけられ編みあわされているさまはまことに見事である。かつては国王、この世では国王、今は亡霊、あの世では霊魂――悲劇の二元的な発端である。これが亡霊の役割の正しい規定である。亡霊は無言で何一つ行動せず、あらわれるだけだが、映像によって、戯曲の動きによって、亡霊の劇中での役割の一般的な意味を明らかにすることができる。役割そのものについては劇全体を通して明らかにしなければならない。亡霊――これは悲劇の発端であり、悲劇の来世的な根である。もろもろの事件の存命中の発端と死後の発端とを区別しなければならない。劇の始まる前におこり、物語から知りうる存命中の発端は、劇の動きの展開へのかくれた動因である。劇の動きの初因は劇の始まる前の時期にあり、ドラマの外に存在している。次に、亡霊の死後の、墓のなかの役割について。父ハムレットの亡霊の役割、彼の霊魂の役割であって、ハムレット王の役割ではない。亡霊は直接というより間接に行動することによって、もろもろの事件の驚くべき発端を、重苦しい不可思議な不幸をもたらす。亡霊――それは劇の来世的な根であり、劇の動きの《墓の中的な》メカニズムであり、劇中の二つの世界をつなぐ環である。それを通して来世的なものが現世的なものに作用する中間的な媒体である。それは行動することなくして、この行動のない戯曲の上に君臨し、威力をふるっている。劇の動きのすべての展開の上に、亡霊によって投げかけられた影、まことにハムレットの言うように《亡霊の影》が横たわっている。
悲劇は開幕の前に始まっており、その発端は開幕の前に起こっている。ここでとくに注意しなければならないのは、悲劇の発端そのもの、父親の死と母親の結婚がすでにハムレットを変えてしまったということである。したがってハムレットが劇に登場する時は、すでにちがった人間、すでに印刻された人間としてなのだ。殺人が明らかにされる以前において彼はすでに悲劇の魔術圏のうちに入りこんでいるのである。王と王妃はハムレットにヴィッテンバーグに行かずにここに残るようにと心から願うのである。なぜなら、王は、ハムレットの悲愁が彼にとっていかに敵意をふくみ、いかに破滅的であるかを知るや、即座に自ら彼を遠ざけようとするからである。しかしすでに父親の死によって、喪の強いつながりによってそこにつながれているハムレットには、すでに希望はなく、すでにここでは、この世界では彼にとってすべてが関心の的とはならない。彼にははや学業も仕事もない。そして自分の服従がもたらすであろう恐るべき結果を思いはかることなく、憂悶の疲れのようなものもあってではあるが、いまはもう素直に、ここにとどまらねばならぬ彼は《できるだけお心に従いましょう、母上。》と言うのである。劇の建造物全体にとって土台の意味をもつこの描写はなんととらえがたくデリケートであり、そのデテールはなんと見事な芸術性をもつことだろう。すでに意志もなく、怨みある王と王妃にここで服従しているかと思えば、その両人にしても、後では遠ざけようとするものに残ってくれと頼んでいる。これはどういうわけだろうか？ここにあるのは次のモチーフだけである。悲劇はかくあらねばならぬというモチーフである。この返答、栄誉と愛情への同意、自分への服従への同意を受けとった王の、騒がしい喜びようの中には、粗野な喚声のなかには、くらい、そして盲目的な、しかしすでに動きはじめて、何物によっても止めることのできない、登場人物すべての行動をおのれの支配下におき、彼らの意図とは反対だが、悲劇に必要な結末に導いて行く悲劇の力が感じられる。
ハムレットのモノローグはすべて、異様な特徴をもっている。一見それらは、劇の進行になんらの関係もないようであり、彼の思考の始まりというのでもなく、終わりというのでもなくて、全体的に陰影をつけ、彼の体験に近似した画を与え、そして必要な場所におかれている。自己と相対での彼の体験の断片のようである。それらは一見行動と関係ないようであっても、外面的には王子の気分と考えを明らかにする《一般的な》思考にすぎぬようであっても、内面的には、それは劇の動きと直接的に関係をもって、それに照明を与え、劇の動きと平行して進むハムレットの心的体験を説明し、劇の謎がかくされている両者の相互関係を確証するのを可能にするものである。それらのモノローグの異様かつ異常な性格は、この《相互関係》のもつ異様性と異常性そのものから生じている。彼の悲愁、彼の内的な精神生活をおおっている幕は、この自己との対話のなかで、孤独のなかで、全く消えてはしまわないが、しかし薄くなり、よく透けて見え、その背後にあるものを、もっと目のつんだ幕におおわれている他人との対話におけるよりもはっきりと浮き出させ、えがき出している。それはのぞき窓のようなものだが、同時に《対話》や《言葉》の薄い掛布ですっかりおおわれているのだ。要するに、幕を通さなければ見えないものがあるということである。幕はそれらのものをかくしているだけではなく、示してもいるのだ。というのは、幕がなければ、幕を通さなければ、それらのものは見えないからである。ハムレットの内的体験とはこのようなものである。ハムレットを理解する上にほとんど決定的とも言える意味をもつ第一モノローグ（第一幕第二場）には、予感とか予知という形ではあるが、これ以後の彼の悲劇の全体が暗示され、含まれている。それは行動全体への鍵である。未来の秘密をすでに感じているハムレットの魂は、すでにこの世界を是認しておらず、もはやこの世界に生きてはいない。それは深い、尽きることのない、たえず深まりゆく悲愁のなかに沈んでいる。ここに――世界との隔絶、きわめて深刻で悲劇的な独居、世界で道に迷った魂の孤独の恐怖という、彼の未来の悲劇への予感がある。彼は非存在、自殺の境界にいる。彼を自殺から引きとめているのは、宗教のおきてだが、それは劇の動きと少しも関係なく、外面的には動機づけがなされていない。しかし実際には彼に対して障碍がおかれてあって、彼は境界まで導かれるが、そこで踏みとどまらねばならない。ふたたび、悲劇はかくあらねばならぬ、である。悲劇そのものが外側から彼を拘束しているのだ。ハムレットはまだ目立たぬ平凡な人間である。しかし予感のなかにはすでにちがったものが存在している。未来の深所を発見予知する知恵があり、一切を包んでいる秘密への秘められた感覚がある。そしてこれらのすべては混淆している――ハムレットのなかのこれら二つの魂はまだお互いに接触もしないし、相手の姿を明らかにしてもいない。それぞれ独立し、平行して存在しているのだ。二つの流れ――これらの二つの魂――がハムレットのなかを流れているかのようであり、それらはやがて出会うであろう。
悲劇が始まるまでのハムレットのもつこの《二重性》が最もはっきりと認められるのは、彼とオフィーリアとの関係においてである。「「このmachine」が自分のものであるかぎり」――彼はすでに、このmachine（劇中でのこれからさきのハムレットの自動性を説明するなんとすばらしい言葉であろう）が自分のものでなくなり始めていると感じているのだ。正にこの点にこそ、未来の悲劇のすべてがある。オフィーリアへの態度のなかには、ハムレットの二つの面が非常にはっきりとえがかれている。彼は半ば、まだ世の人と同じくこの世界にいる、彼はひとりの娘――オフィーリア――を愛しているが、半ばはすでに自分のものではなく、彼の《machine》は彼のものではない、彼は出生のどれいである。彼は愛することはできない、愛は破滅に終わるだろう――ひそかなる予感――ハムレットのオフィーリアへの恋の来るべき悲劇をほのめかす暗示――がすでに存在している。
そして彼は自身で亡霊に会いに行く、亡霊にいろいろと問いただしたいと思うのだ。彼はすでに、秘密が語られてはならぬと――黙っているように、黙ってただ理解するように（これは今後この劇を読む上に忘れてはならないことである）と懇願している――すべてが沈黙の上に構築されていることを予感している。場面全体は、ハムレットへの亡霊の出現の場の予告であり、反映であり、予感なのだ。さらに芸術的なデテールがある。つまり、時間の点で目撃者の意見が分かれている。亡霊のいた時間を決めることはできない、心が乱れ、時間は調子を狂わすからだ。これは《時間が溝からはずれた》ことの反響である。「よからぬことというものは、たとえ大地全体がおさえつけようとも、いつかは人の目にあらわれてくるというものだ。」とハムレットは言う。秘密の露顕が近づきつつある、それはその上にかぶさっている大地の厚みをつきぬけてあらわれ出るだろうと彼は感じている。戯曲のなかには二つの流れがあって、それらは互いに相会うことはないが、しかし奇妙に互いに牽引しあっているかのようである。二つの流れが一つになるとき、ハムレットがすべてを知るであろうとき彼が叫ぶのは、《おお、おれの予言的な心よ！》である。彼はすべてを予感していたのだ。ここに、亡霊出現までのハムレットのすべてがある。決定的で重要な会話のデテールがもう一つある。亡霊は蒼ざめ、悲しみをこめて見つめた、とホレイショーは語っている。すでにここに、この悲劇における、そしてハムレットにおける悲愁の源があるのだ。それは来世的な、墓の中的な悲愁であり、亡霊の出てきたかの未知の国からくる悲愁であり、墓からくる悲愁であり、父親の亡霊の、墓の中的な、この世のものならぬ悲愁の、ハムレットのなかへの反映なのである。
ハムレットと亡霊は出会うが、このことだけが思考の動きのすべて、感情の構成のすべて、デンマーク王子の運命のすべての――そして劇の動きのすべての基礎となっている。「この世の関節がはずれてしまったのだ。それを直すために、おれが生まれて来たとは、おお、つらいことだ！」とハムレットは言う。そこにある意味は、デンマーク王子ハムレットの悲劇だけではなく、デンマーク王子ハムレットについての悲劇の意味でもある。ハムレットはここでおのれの悲劇をリリカルに体験している。彼は別の世界との交信をもった。この世界の薄い掛布――時間――は彼には破れてしまった。彼は別の世界のなかに沈んだのだ。時間は溝からはみ出た――この世界と別の世界を、世界と深淵を、現世と来世をへだてるこの最後の幕は破れたのである。この世界はゆさぶられて軌道からはずれ、時間のつながりは切れた、ハムレットが二つの世界にいることで、この世界は別の世界と一つになり、時間はたち切れたのだ。地上の生の神秘的な基盤である別の世界の感覚のもつ異常な深さは、つねに時間喪失の感覚をよびおこす。二つの世界が衝突し、時間が溝をはみ出たということである。号泣の言葉を彼が発するのは、迫り来る朝が未だ去りやらぬ夜のなかに沈んでいる、朝は来たが未だ夜であるかの恐ろしい刻にである。亡霊は朝の到来の直前に去る。朝が夜のなかに入りこみ、時間が溝からはみ出る、二つの世界――夜と昼――が相会して合わさるあの神秘的な刻なのだ。これらの言葉を彼は、肩にのしかかっている、ものすごい緊めつけるような重圧の下で、地面に身をこごめながら発するのである。彼は祈りに行く前に、出生の悲劇の重みに背を曲げながら発するのである。したがってこの劇の始まり――全体がこの刻とハムレットの魂の両世界性にみたされ、悲劇の来世的な土台のようなものをなしている第一幕にこの刻がしるされているのは故ないことではないのだ。
ハムレットにおける急展回、彼の第二の生誕を、《映像》のうちにさぐらねばならない。悲劇にはそれ自身の論理、くらくて非合理的なものかもしれぬが、それにもかかわらず支配的で強烈な論理がある。いつの頃からか――戯曲中のみながこれに気がついている――ハムレットになにかわけのわからぬことがおこった。王と王妃とをおびやかしているのはハムレットの狂気である。魂のひそやかな流れが、この狂気がどのように破滅的なものかを知らしめるのだ。なによりもまず、ハムレットは狂気を装っているのか、それともほんとうに狂気なのか？明らかに、両方ともに存在する。このことはだれもが感じ、ハムレット自身も言っている。正にこうして最後まで戯曲によって、解決されない、ハムレットの狂気についてのこの問題は、悲劇のもつ二重性をあますところなく示して、より正しくはうちに反映して、うちに内包している。彼の無意志の問題についても全く同様である。両者の原因となっている基本的な事実は、ハムレットの第二の生誕である。ハムレット――分裂され、二分され、二つの世界に属していて、二つの生を生きている、そしていつも亡霊のことを忘れない――は別の意識にも属しているのだ。彼の予見し、予感し、かくれたものを見通す魂は、二つの世界の住人であり、悲しい不安にみたされた彼の心臓は二元的な存在の閾の上で打っている。彼は二つの生を生きている、なぜなら二つの世界に同時に生きているからだ。墓場の場面も、《生か、死か》の独白も、劇の動きと直接につながっていないハムレットの気分の一般的な画面として、劇中に孤立して、その動きの外にあるものと考えてはいけない。それどころか、これらの場面は、劇の動きとつながってこそ、自分の意味のすべてをもつようになるのである。この悲愁、皮肉も、狂気も、魂の神秘的な生も、父親についての記憶も、父親との精神的なつながりもこれらの一切は、劇中の彼の像の上に高くそびえ立つ、ハムレットの精神生活の個々の特徴であるばかりでなく、戯曲の動き全体と緊密につながった、彼の映像なのである。
第一幕から第五幕の最終場面までハムレットは一見行動していない、すなわち王を殺さない。そのさいに彼の無行動への自責がこのことを強調し、この無行動をドラマの単なる技術的な条件によってひきおこされたものとも、大事を果す前に克服しなければならぬかのような外的な障害ゆえに余儀なくされたものとも思わしめないのである。恐らくこの無行動は明らかにされねばならぬ劇中でのそれ自身の意味というものをもっているのだろう。他方ハムレットはなおかつ劇中で《行動し》、自己の意志をあらわしている（芝居の上演、ポローニアス、ギルデンスターンとローゼンクランツ、王、レイアーティーズを殺すこと）、これもやはり劇中でのそれ自身の意味をもっているのだ。この不可解な無行動とわかりにくい行動、説明しがたい無意志と異常に集中的な意志は、同じ問題の二つの面であり、同じ本質の両様のあらわれであり、結局の所、それは一つである。この世界を認めず、境界にいて、この世界と断絶し、悲愁のうちに沈み、魂のぎりぎりの孤独のなかに孤立している人間、生きようとは思わず、生はその人間にとって出生によって押しつけられたものであるところの人間は、行動し、《意志し》、自分の意志をあらわすことを望むことはできない。ハムレットの悲愁と彼の無意志は同様に彼の形象のうちの《中心的な》ものである。行動はつねに世界のなかに、生のなかにあり、ハムレットは世界の外に、生の外にある。彼の《無行動の》意志も、《奇怪に行動する》意志も、ハムレットの基本的な事実――彼の《第二の出生》とここから生じる二つの世界における二つの生の神秘的な状態――によって説明される。ハムレットは神秘家であり、それが二元的な存在の、二つの世界の閾の上にある彼の精神状態のみならず、彼の意志をも、消極と積極とを問わず、無行動と行動とを問うことなくそのあらゆるあらわれにおいて決定しているのである。「前兆などというもの、気にかけてはおらぬ。一羽の雀の落ちるにも、それなりの神意がある。それが今あれば、二度とはない、この先ないとすれば、今ある。今なければ、やがてあるだろう。覚悟こそ何よりだ。世を去るときなに一つ持って行けぬものであるかぎり、いつ世を去ろうと、それが何であろうとどうでもいいことなのだ。」とハムレットは言う。今彼は決闘にカタストロフィーを――悲劇の運命的な瞬間、《それまでの生命》を予感している。覚悟すること――これだけである。決意したのではなく、覚悟しているのだ。だからこそ、自分がわからないとか、自分をとがめるとか、責めるとかはもうないのである。彼が自分の企図を果しに行くのではない――このことにもう一度注意し、強調することはとくにたいせつである――にもかかわらず。
かりにわれわれがハムレットを、戯曲のなかでの彼の状態と役割を磁場の渦巻のなかにある磁針に、悲劇のなかに張りめぐらされてそれを方向づける見えざる糸に比するとすれば、残りの登場人物は、同じ磁場に落ちた磁気を帯びない鉄の針に比さねばならない。舞台裏にある磁針の方向指示の作用はハムレットのなかに直接あらわれるが、それらの作用は彼を通して《磁気を帯びない》残余の人物に伝えられる。磁針が鉄の針を磁化するように、ハムレットは全人物に悲劇的なものを感染させるのである。われわれは、他の登場人物を個々の分家したドラマの考えらるべき主人公から、ハムレットについての悲劇の悲劇的な犠牲者にしている、彼らの上に落ちているかの悲劇的な炎の反射、反映に興味がある。オフィーリアは戯曲の筋と二重につながっている。一つは、おのれの生の同じ神秘的な本源、血縁的な、家族的なつながりによる、殺された父による出生、父子関係の本源を通して、一つは、恋の神秘的なつながりによるハムレットを通してである。前者はこの悲劇に共通する悲劇的な土壌である。ハムレット、オフィーリア、レイアーティーズ、フォーティンブラス――これらはすべて死んだ父親たちの悲劇的な子どもたちである。後者は、ハムレットの恋を通じて彼女を彼の家族的悲劇全体に、王妃たる母親につないでおり、こうすることによって戯曲のなかのこの二人の女性――妻とも母ともならなかったハムレットの許婚者とハムレットの母――を結び付けている。そして王妃の罪、母親の罪は彼女、許婚者のなかに、結婚の中止、分娩、母性の放棄という形で反映したのである。そしてこの両者は、ひそかにからみあうことによって内的には相互につながっている。オフィーリアは非常にあいまいに、とらえがたくえがかれていて、その純粋なポエジーの力という点ではかぎりない深さをもち、幽けくも魅惑的な形象の一つである。しかしそれにもかかわらずこの二つのつながりを一つにまとめることができる。《天の神々さま、どうかあの方の正気をおとり戻し下さい！》とオフィーリアは言う。これはオフィーリアのなかにある、悲劇の上にそびえ立ち、それを完成し、それを克服する祈祷的なものである。これはハムレットのために祈りである。彼女の形象は極度にとらえがたくえがかれている。上演の場面と同様この場面では彼女はほとんど語らず、会話を続けて行くためのうけこたえをするだけであり、劇中での彼女のこの非表現性が彼女の役割に少なからず努力を付与している。彼女の全身は光と影が相半ばしているのだ。そして彼女の会話のこの些々たる特徴はきわめて深い意味をもっているのである。これが発狂までのオフィーリアである。彼女の悲劇はハムレットが彼女の父親を殺すときに始まる。ここで彼女の悲劇の二つの軌道が一つになる。その二つとは、ハムレットの悲劇的な愛と、同じく彼による父親殺しとである。これが彼女をそのあとで狂わせ、絶望させ、死へと導くのである。ハムレットが彼女の父親をジェフサと呼んだのは故ないことではない――彼女の狂気のなかに祈祷的なものがあったように、彼女の死にはなにか犠牲的なもの（概して父親のための）がある。殺された父親――その父親の死は神秘的なつながりで娘のなかに影響している――を通しての別の世界とのつながりが彼女においても《別の存在》のなかに、狂気のなかにあらわれている。狂気のオフィーリアが王妃の許にあらわれる――これは深い意味をもっている、それは彼女が贖う王妃の罪が彼女のなかに反響したかのようである。彼女の狂気は、泣くような、くらい、意味のないようなものであるが、父親について口走ったり、胸を叩いたり、手真似をまじえたりするそのとりとめのなさは、極めて深いものを含んでおり、その狂気のなかにははっきりとはしないながらも何か恐ろしいものがあると思わせるのである。オフィーリアの狂気の場面ほどに言葉が無力である所は、ハムレットにおいてすらないのである。それは詩の深部であり、一筋の光も射さぬ詩の最深部である。
王妃の避けようのない破滅にはある恐ろしいものがある。あらがいがたい力でいやおうもなく彼女を糸が破滅へと引っぱって行くのだ。罪深い無邪気さの彼女の形象全体の上に彼女をおびやかし、魂に悲劇の苦しい重荷を課している恐ろしい火の反映が横たわっている。彼女の運命の上には、悲劇の――一切の動きを支配し、悲劇の意味のすべてがそこにある所のカタストロフィーへと必然的に導いて行く悲劇の黙劇の――一般法則が、何物にもまして鮮明にあらわれている。劇のなかでは彼女は行動しない、彼女は全戯曲を支配している悲劇の発端（殺人）に巻き込まれ、そして大詰めでは、悲劇全体の上にふりかざされたカタストロフィーの止めの殺人剣の下にいやおうなしにおかれてしまう。彼女の死にはなにか奇怪なものがある――彼女の死の形そのものが奇怪であり、彼女は自ら、また偶然であるかのように、同時にのがれようもなく、劇の発端からすでに定まっていたことであるかのように死ぬのである。
王はいつも困憊している――ゆっくりと破滅へ向かっている。悲劇の各場面の内容のほとんどすべてが、劇のメカニズムのほとんどすべてが、王を破滅に導くことになる王の不安、危惧によって呼び起こされている。したがって彼は終始自らの手で破滅を用意していることになる。劇の動きのメカニズムが一切王のなかにあってハムレットのなかにあるのではない点に注意することは非常に重要である。かりに王にあるのではないとすれば、動きは止まってしまうであろう。動きのすべての根が王にあるとすれば、苦しい重荷にあえいでいる彼の形象の輪郭を述べることは別に、彼の行動のモチーフを確かめることは大切であろう。それらのモチーフはつねに一つのもの――ハムレットの悲愁への漠とした恐怖、不安、危惧――に帰する。すべてそれらは不幸を未然に防ごうという一つのことによって招来される。しかしもう一つ非常に重要なことがある。王にもその行動の全体を通じての一つのプランがないことである。
戯曲全体を通して終始、いろいろな事件のあたり前な動きに、来世的な神秘的な糸があみあわされているように感じられるが、この糸はほとんど目につかぬ形でいたる所にあらわれており、しばしば綻びてくらい穴をみせている普通の因果的なつながりのうしろに、劇の動きを決定する諸事件の、別の、運命的な、のがれようのないつながりをあらわにさせている。輪郭のそれとわかる不明瞭さ、あいまいさ、とらえがたさにもかかわらず、悲劇は本質的にはきわめて一点中心的であり、最後まで一貫したものをもっている。それを終始支配しているのは、そもそもの最初から、最初の言葉から破滅へ引っぱりつづけていく悲劇的な引力のある一つの法則である。劇全体は、その全体を通じて、各場面を、それぞれの言葉を通じて、破滅に向かって進んでいる。カタストロフィー的なもの、運命的なもの、破滅的なものはたえず強まり行き、たえず近づいて来る。したがってカタストロフィーはこの終わりのない悲劇をわきから解決しようとする何かではなくて、内的な結果であり、その内的構成の避けがたい必然なのである。たえずこの瞬間に向かって進んで行く、この瞬間にこの悲劇の意味のすべてがあり、目的のすべてがある。そしていま瞬間は迫り、刻は到来し、期限はみちたのだ。悲劇は死によって、《全員の死》によって完成される。それはまことに《死の酒盛り》である。ここに悲劇の意味がある。みんな――王、王妃、ハムレット、ポローニアス、レイアーティーズ、オフィーリア、ギルデンスターン、ローゼンクランツ――死んだのだ。ホレイショーは勇気をもって生き残った――これは立派な行為である。こうして悲劇はぴったりと、その全体で、死の境界に近づいた、その境界を踏みこえた。悲劇全体は死のなかへ消えた。だからこと表面に残ったのは、悲劇についての物語、思い出、葬礼とマーチ――死とつながっているすべて、この世界で死について語るものすべて――だけなのである。なぜなら悲劇そのものは全体として死と沈黙へと去ってしまったからなのだ。
悲劇の謎を解かないこと――これが論文の目的であった。ハムレットの秘密を解くのではなくて、秘密を秘密としてうけ入れること、秘密を感触し、感得することである。われわれはどこまで到達したのか。われわれの一人一人が永遠に孤独であるということの初源的な悲しみの上にハムレットはつくられている。悲劇全体は、二つの世界の境界の上に、閾の上に起こっているかのようであり、悲劇のなかに、二つの世界のつながりがハムレットの悲劇を通して実現されているかのようであり、たち切られた単一性が回復され、隔絶が克服されているかのようであり、かくて悲劇は祈りへ移行し、祈りへ高まっていくのである。なぜなら、祈り（融合）のある所に、悲劇的なものはなく、そこで悲劇は終わるからである。悲劇の意味は他ならぬこの再結合にある。死に臨んでのハムレットの言うほかならぬ悲劇の第二の意味、悲劇的な光のなかでの現世の秘密、その秘密の意味はここにあるのだ。戯曲の始まりにある棺のなかの秘密と、戯曲の終わりにあり、悲劇の意味である現世の秘密とは一つである。悲劇の意味は来世的なもの、神秘的なもの、《血と肉からできた耳には、明かしてはならない》ものなのである。悲劇全体は死と沈黙の上に構築されているのだ。来世的なものの糸が現世的なもののなかにあみこまれ、時間が永遠のなかで穴をあけているこの最も神秘的な悲劇、あるいは悲劇的な神秘劇は、世界で唯一の作品である。悲劇の意味は、それのもつ特定の哲学、というよりむしろ、特定の信仰の意味ではなく、特定の世界観、人生観という意味での悲劇の宗教性にある。ここで芸術は終わり、宗教が始まった。悲劇の《黙劇》の意味、《悲劇はかくあらねばならない》の意味は明らかに宗教的なものである。それは悲劇のプリズムを通した特定の人生観である。すべて悲劇の宗教であり、その宗教では、唯一の儀式は死であり、唯一の徳行は覚悟であり、唯一の祈りは悲しみである。悲劇は読者または観衆に光のない悲しみを伝えるが、ここに悲劇の意味、悲劇的なものの知覚の意味がある。《芸術的な楽しみ》は、往々にして、とくに悲劇の観照にさいしては、深い苦悩、魂をくらくすること、悲劇的なものへの魂の参加ではないのだろうか。われわれ生まれ出でたる者はみな、悲劇に参加しており、それを見るとき、舞台の上に再現されたおのれの罪、出生の罪、生存の罪を見て、悲劇の悲しみに参加するのである。悲劇はクローディアスのようにわれわれを自身の良心の網のなかにとらえ、我々の《自我》の悲劇的な炎に火をつける、そして悲劇の体験はこれによって期待される美的な《楽しみ》の代りに、われわれにとって極めて苦しみ多きものとなる。だからわれわれはクローディアスのように、悲劇の光に終わりまで耐ええずしてその知覚を中断するのだ。だから一切の悲劇は『ハムレット』の劇中劇のように、終わる前に突然沈黙におちいり、したがって中断された、未完の悲劇なのである。悲劇を完結させねばならず、自身のうちで、自身の体験のうちで補わねばならない。悲劇は中断される。芸術的な知覚は、悲劇の言葉を沈黙によって補足することに導く。《不自然な》諸事件、死、破滅についての物語は悲劇の芸術的な知覚、それの読み方だけをとり出し、始めに戻り、悲劇を、それの《言葉、言葉、言葉》をくり返しつつ、円をつくっているのである。なぜなら悲劇の《物語》のすべて、悲劇を読むことのなかにあるもの、その芸術的な知覚に属するもの、すべてこうしたものは、悲劇の言葉、言葉、言葉であるからである。あとは、沈黙なのである。

## 構成・内容
第1章「芸術の心理学的問題」では、方法論を呈示する。芸術心理学の客観的方法と体系の創造が美の心理学の最大の問題となる。特別の心理学的研究なしには、芸術作品のなかの感情を支配する法則は何かが、けっしてわからないだろうし、また、決まってとんでもない間違いを起こすことになるだろう。
第2章「認識としての芸術」では、ポチェブニャの定式化に認められる主知主義的美学論を批判する。ポチェブニャは、芸術は特殊な思考方法であり、科学的認識が導く結論と同じ結論にたどりつく、と考える。さらに、ポエジーは散文と同様にまず、かつ主として「一定の思考と認識の方法」であると考え、「形象ぬきには芸術、とくにポエジーはない」と判断する。芸術に知能の働き、思考の働きだけを求め、それ以外のものはすべて偶然的、副次的なものであるとするのであるが、以上の立論にヴィゴツキーは反発し、芸術において形式がもつ特殊な情動作用を尊重すべきだと提唱する。
第3章「方法としての芸術」では、フォルマリズム＝形式主義に対しての批判を実行する。まず、ロシア・フォルマリズムの発端を形成したシクロフスキーの論文、また、ポチェブニャによる、ポエジーは散文と同様にまず、かつ主として「一定の思考と認識の方法」であるという定義に反駁する。シクロフスキーは、芸術作品が作用する力は、専ら芸術作品の形式と関係するとし、形式にあっては、既成のものすべて、言葉、音、月並みな話、形象など、作品中の思想までもが素材であり、素材の配置、組み立ての方法が、作品の形式である、とする。形式あるいは手法は、美的効果を生むための素材の配列のことであり、ここでは、登場人物の心理についても芸術家の方法として理解される。以上の立論にヴィゴツキーは批判を施し、フォルマリズムの方法論的基礎の一つは、芸術理論を構成する際、すべての心理主義を排除することにあり、そのために、この方法では、歴史的に交代する芸術の社会―心理的内容と、それにより制約される主題、内容あるいは素材の選択の在り方を解明し、説明するのには、不足であるとする。
第4章「芸術と精神分析」では、芸術的感動の原因を無意識の中に得、苦痛から快へ向かう感情作用の美的変化を尊重し、その追究は無意識的な精神活動の分析によってこそもたらされる、とする理論をヴィゴツキーは批判する。その分析過程での、形式を解釈する在り方と、社会的心理への無理解に問題あり、とする。さらに、精神分析の方法から芸術を見ると、芸術の歴史的発展とその社会的機能の変化に関しては、把捉できない。なぜならば、最も原始的で保守的な本能の表現に奉仕してしまうからである、とヴィゴツキーは考える。
第5章「寓話の分析」では、寓話の完全な心理学理論としてのレッシングとポチェブニャの理論を検討する。詩的寓話と散文的寓話を厳密に区別すべきことを示す。詩的寓話に属するものには、ラフォンテーヌ、クルイロフの寓話がある。散文的寓話に属するものには、イソップ、レッシング、トルストイなどの寓話がある。私たちの課題とするところは、寓話が完全に詩に属すること、芸術のより高度の形式においてもっと複雑なかたちでみられる芸術心理学の法則が、寓話にも当てはまることを論証することである。比喩、けだものの利用、物語性、道徳性、詩的スタイルと手法、などの個々の要素の意味や意義を明らかにする。
第6章「『かすかな毒』・総合」では、前章の分析から総合へと進み、いくつかの典型的な寓話をしらべて、全体＝寓話の構造から個々の部分の意味や意義を明らかにする。クルイロフの詩全体から得られる印象を総計し、その性格やその一般的意味を明らかにし、このような最初の総括に基づいて、寓話そのものの本性や本質に関する考えを一般化し、詩的寓話に対する美的反応の構造はどんなものか、寓話の回転によって動かされる社会的人間の心理の一般的メカニズムはどのようなものか、また寓話によって人間が自分自身に及ぼす作用はどんなものか、といったことについて心理学的結論を下さなければならない。クルイロフの詩には、「美しい詩的風景」があり、「独創的な形式ときらめくユーモア」があるが、こうした詩の特徴を小さな散文的な寓話に持ち込むことは、理解されないことがある。クルイロフの文章の叙事詩性とかれの寓話の深い散文性に魅惑され、矛盾に陥ってしまうのである。クルイロフが自分が創ったものにまぜた「かすかな毒」が、かれの物語を深め、鋭いものとし、それに真の詩的な効果を与えている可能性があるが、断定はしない。しかし、寓話一般の本性がそのようなものであるということは、確信をもって言うことができる。寓話の二つの面が詩的手法の力で支えられ描かれているとすれば、つまり二つの面が論理的矛盾としてあるだけでなく、むしろより多く情動的矛盾として存在するのだとすれば、寓話読者の体験も、同じような力で、しかも同時に発展する対立感情の体験を基礎としているということである。寓話を読むとき読者は、その寓話が語っていること以外の何ものにもかかずらわってはいない。読者は全面的に、寓話が呼び起こす感情に身をゆだねていて、他の事件のことなど思い出してはいない。まさにこのことを、私たちは個々の寓話の検討を通じて知ったのである。寓話には、鋭い社会的あるいは政治的諷刺とならんで、悲劇の心理的種子、英雄的叙事詩の心理的種子、抒情詩の種子が含まれている。そして、寓話としての主題が対立する二つの面に発展させられるものであることがある。出来事の進行が、同時に対立面がいつも準備され、増大するように展開されたとしたら、それは悪くない寓話であるはずだ。寓話には対立した二つの心理的観点が可能である。しかしそれだけでは足りない。それだけではまだ詩的寓話ではないと言いたい。詩人がそこに含まれている矛盾を発展させ、二つの面に発展するその出来事に私たちが頭の中で実際に参加しているかのように思わせるとき、そして詩人が韻文とあらゆる文体的手法で、私たちのなかに二つの文体的に対立した傾向と彩色された感情を呼び起こさせ、そのあとこの二つの流れが短絡して合同する寓話の大詰めで、それらの感情を崩壊させることができるときにのみ、寓話は詩的になるのである。最後に、寓話に対する私たちの美的反応の心理学的一般化を定式化する。すべての寓話、また寓話に対する私たちの反応は、絶えず二つの面において展開され、しかもその両面は同時に発展し、燃え上がり、高められる。本質的にこれら両者は、終始その二重性を抱えたまま、一つのものを構成し、一つの出来事に統合されている。寓話の二つの面が引き起こす情動的矛盾が、私たちの美的反応の真の心理学的基礎であるということができる。さらに、寓話はそれぞれ、もっと特殊なモメントである「寓話の大詰め（カタストロフィー）」を必ず内包している。大詰めは寓話の終結点であって、不安定なモメントにおける終結である。そこで二つの面は一つの行為、出来事、あるいはことばのなかに統合される。その際、その対立が暴き出され、矛盾は極点に達し、それと同時に寓話の流れの中でしだいに増大してきた感情の二重性が解きほぐされる。二つの対立する電流の短絡のようなものが起こり、そこで矛盾そのものが爆発し、燃え上がり、分解する。私たちの反応にみられる情動的矛盾の解決は、このようにして行われる。
第7章「やわらかな息づかい」では、短編小説の分析を行う。物語の構造分析において、かかわりのある二つの基本的概念は、物語の題材と形式とするのが一般的である。私たちは、作品の基礎にある題材を事柄（ファーブラ）と呼ぶフォルマリストの用語を採用することにする。物語の題材と形式の関係は、事柄（ファーブラ）と筋（シュジェット）の関係である。私たちは事柄を、芸術構成のすべての題材とみなしてもよい。物語にとっての事柄（ファーブラ）とは、詩にとっての言葉、音楽にとっての音階、画家にとっての色そのもの、図案にとっての線などと同じである。物語にとっての筋（シュジェット）とは、詩にとっての韻文、音楽にとってのメロディー、絵画にとっての光景、図案にとっての模様と同じである。言いかえれば、そこでは常に題材の個々の部分相互の関係が問題になる。筋と物語の事柄との関係は、韻文とそれを構成する言葉、メロディーとそれを構成する音、形式と題材との関係と同じだと言うことができる。物語の事件の配置、どのように詩人が読者に事柄（ファーブラ）を知らせるかという作品の構成の方法が、文学にとって非常に重要な課題であるということは、詩人がつとに知っていたことである。この構成が詩人や小説家の側においては、意識的にも無意識的にも、絶えず極度の心労の種であったのだが、物語から疑いもなく発展した小説でのみそれは純粋な発展をとげた。小説は純粋なかたちでの筋（シュジェット）のある作品と見ることができる。この作品の主目的は事柄の形式的仕上げであり、それの詩的な筋への転換である。詩は一連のきわめて巧妙で複雑な、事柄の構成と仕上げの形式をつくり出した。作家のなかにはこの方法の意義と役割を明瞭に意識している者もいる。さて、芸術家が事件の単純な年代的な順序に満足しないで、物語の直線的展開をさけ、二点間の最短距離を進む代わりに、曲線を描きたがるのはなぜか。『エフゲニー・オネーギン』は一連の抒情詩の挿入を入れて書かれた叙事詩的作品であるという意見が昔からロシア詩学にはあるが、この挿入は自分の物語のテーマからの作家の逸脱として、まさに抒情的なもの、幕間劇、抒情詩的な断片と理解されている。間違っている。それはこのような「挿入」が演ずる叙事詩的役割をまったく無視している。小説全体の収支を調べてみたら、この挿入が筋の展開と解明にとって、きわめて重要な手法であることがすぐわかるはずである。物語における事件の配列や、文句、表象、形象、出来事、行為、セリフの結びつきは、メロディーにおける音の連鎖や韻文における単語の連鎖と同じように、芸術的な結びつきの法則に従っている。物語の内容、あるいはあるがままに取り出されたその題材は、物語からその明瞭な事柄（ファーブラ）として取り出される出来事や事件の体系は、何を示しているのか？　これらのものの性格を「浮世の澱」という言葉以上に簡単に明瞭に表しうるものはない。作者は、芸術作品が必ずそうするように、物語のなかの浮世の澱を取り除き、それを透明なものに変え、物語を現実から引き離し、水を酒に変えるために、その物語のなかに複雑な曲線を描くのである。物語ないし韻文の言葉は物語の単純な意味、水を運ぶが、これらの言葉のうえにつくり出される構成は、そのうえに新しい意味を運び、それをまったく別の次元に移し替え、酒に変えてしまう。こうして軽薄な女学生オーリャ・メシチェルスカヤの浮世話は、ブーニンの物語、やわらかな息づかいへと変えられるのである。芸術作品には常にある種の矛盾、題材と形式とのあいだに、ある種の内的な相克が内包されており、作者はまるでわざとむずかしい矛盾の多い題材を選ぶのであって、それは作者が、自分の語りたいことをなんとしても語るという努力に抵抗するような題材であるということを主張することになりそうである。題材そのものが難攻不落であり手強いものであればあるほど、それは作者にとってますますうってつけのものとなるかのようである。そして、作者がこの題材に与える形式的なものは、題材そのものに含まれている特質を明らかにし、ロシアの女学生生活を徹底的にその典型と深味においてとらえ、事件をその真の本質において分析し調べるようなものではなく、まさにその反対に、この特質を克服し、恐ろしいことをしてやわらかな息づかいを語らしめ、生活的な澱を、冷たい春風のように、鳴りひびかせているのである。
第8章「デンマークの王子、ハムレットの悲劇」では、まず戯曲の謎の性質が、あいまいさ、究めがたさ、難解さにあることを確認する。トルストイは、文学史上最大の偏見のひとつを打破し、今日では一連の研究のなかで確証されている次のような事柄をはじめて大胆に言いきったのである。すなわち、シェイクスピアには筋立がまるでなく、行動の進行も十分納得ゆくように心理的側面から動機づけられていないし、その性格はまったく批判に耐えられず、しばしば許しがたいことが存在し、主人公の性格と行為とのあいだには常識的に見てばからしいような不一致があるというのである。私たちは、私たちの分析の出発点となしうる三つの要素にただちに気がつく。第一は、シェイクスピアが利用した史料であり、この素材そのものに加えられた最初の仕上げである。私たちがすすんで仮定したいことは、シェイクスピアはある文体的目的をもってハムレットの謎を創り出したということである。ハムレットの謎は、よく理解する必要のある一定の芸術的手法ということになる。なぜシェイクスピアはハムレットをためらわせたのかと問うことが正しいだろう。すべての芸術的手法は、歴史家が文献的事実を説明することはできても美学的事実を少しも説明することのできないような因果的な動機に基づくよりも、その手法の目的論的志向、それが果たす心理的機能による方がはるかに深く認識できるからである。第二は、悲劇そのものの事柄（ファーブラ）と筋（シュジェット）である。戯曲が終始謎めいているのは、ハムレットが王を殺さないからだと、思われるかもしれない。だが、ついに殺害がなされて、謎は終わりとならなければならないと思われるのに、そうではない。謎は、始まったばかりである。戯曲を通じて私たちは、ハムレットが王を殺すことだけを待っていたともいえるのだから、とうとうハムレットが王を殺したとき、私たちはどうしてまた驚いたり、わからなくなったりするのか？　本質的には、この悲劇の構造は一つの非常に単純な公式で表現できる。事柄（ファーブラ）の公式は、ハムレットが父の死に復讐するため、王を殺すということである。筋（シュジェット）の公式は、ハムレットは王を殺さないということである。仮に悲劇の内容、その題材が、父の死に復讐するためハムレットがどのようにして王を殺すかを物語るものであるとすれば、悲劇の筋はハムレットが王を殺さないこと、殺しても、それは復讐からではけっしてないことを私たちに示している。このようにして、事柄と筋の二重性――出来事が明らかに二つの面で進行すること、終始本筋とそれからの脇道についての確実な意識――内的矛盾――がこの戯曲のそもそもの基礎にあるのである。実際、悲劇は終始私たちの感情をいらだたせる。それは、はじめから私たちの眼の前に立っている目的を、果たすことを約束する。ところが、終始悲劇はその目的に対する私たちの期待を緊張させ、じりじりとした感じを抱かせながら、その目的から私たちをはぐらかす。一見反対方向にすすんでいるかのように見え、悲劇の展開中いつも反目しているように見えた二つの異なる道が、王の殺害という二分した場面で突如一点に合流する。終始殺害をそらしていたものが、最後には殺害をもたらし、かくてカタストロフィーは矛盾の頂点に達し、二つの対立した流れの短絡（ショート）が起こる。これにさらに、出来事の展開中にそれがまったく不合理な題材によってさえぎられることをつけ加えると、いかに不可解という効果が作者の目的そのものであったかが、私たちにはっきりしてくる。最後に、新しい、より複雑な芸術的形象化としての登場人物である。信じられないようなものこそが、シェイクスピアのつくったハムレットの悲劇そのものなのである。悲劇の目的は、芸術の場合と同様、信じられないようなことを私たちに体験させることにあり、何か異常な作用を私たちの感情に加えることにある。そのために興味ある二つの手法を使っている。一つは『ハムレット』の不合理な部分をさして私たちが名づけた無意味の避雷針である。無意味な言行は、出来事を引き裂くようになるたびに、避雷針を伝わるかのようにしてそらされ、いつ起こるかわからないカタストロフィーを回避する。ありそうもない悲劇に私たちの感情を移入させるため用いているもう一つの手法は、次のようなものである。シェイクスピアは格別に象徴的なものを取り入れ、舞台のなかに舞台を入れ、自分の主人公たちを俳優と対照させ、同一の事件を二度、はじめは現実的に、次には俳優の芝居として出し、出来事を二分して、その虚構的な部分、第二の象徴性によって、第一の面のもつ信じがたさをぼかし、隠している。しかし、芸術的効果としては、これにおとらず重要な別の矛盾、第二の矛盾、が、悲劇の根底にある。この矛盾というのは、シェイクスピアの選んだ登場人物が、どうしてか、かれの予定する出来事の進行と一致しないことであり、シェイクスピアはその戯曲によって、「登場人物の性格が主人公の行動や出来事を決定しなければならない」という一般的な偏見を直観的に打破しているのである。また、最後に作者は、ハムレットを非常なエネルギーと大きな力をもった人間として描き、事柄（ファーブラ）が求めているものとはまるで反対の主人公を選んでいるのである。シェイクスピアは、主人公と事柄（ファーブラ）との完全な不一致、性格と事件との根本的な矛盾から出発している。筋（シュジェット）と事柄との内的矛盾を終始あやつる詩人は、主人公の性格と出来事の展開とのあいだの第二の矛盾をきわめて容易に利用することができるということを仮定してもよいだろう。精神分析学者は、私たちが自分を主人公と同一視するところに、悲劇の心理的作用の本質があるとしているが、これは完全に正しい。悲劇は私たちの感情に統一を与え、終始それを主人公についてまわらせ、主人公を通して、他のものを見るようにさせている。この悲劇の登場人物たちが、ハムレットから見られる立場で描かれていることを知るためには、戯曲全体を、とりわけハムレットを注意して見ればよい。すべての事件は、ハムレットの心のプリズムを通して屈折している。そこで、作者は悲劇を二つの面から直観している。一つには、ハムレットの眼ですべてを見ており、もう一つには、作者自身の眼でハムレットを見ている。だから悲劇の観客は、いっぺんにハムレットとハムレットを見る人間とになる。
寓話で私たちは、一つの出来事のなかに二つの傾向を発見し、小説では事柄（ファーブラ）の面と筋（シュジェット）の面とを発見したとすれば、悲劇ではもう一つの新しい面に気がつく。私たちは悲劇の事件、その題材をとらえ、次にその題材の筋の仕上げをとらえ、最後に、三番目に、もう一つの面――主人公の心理と体験とをとらえる。これら三つの面は結局は同一の事件に関係するのだけれども、三つの異なった関係においてとらえられるのだから、これらの面の違いを明らかにするためとはいえ、それらのあいだに内的矛盾があるのは当然である。悲劇では性格表情のさまざまな要因の心理的ちぐはぐが、悲劇的感情の根本である。悲劇はつまり、私たちの感情に絶えず矛盾を呼び起こし、私たちの期待が裏切られ、矛盾にぶつかり、分裂することで、私たちの感情に非常な効果を生むことができるのである。私たちが主人公とともに、かれはもはやかれ自身に属さず、かれがするはずのことを、かれがしないということを感ずるようになるとき、まさに悲劇はその効力を発揮するのである。ハムレットがオフィーリアへの手紙で、「このmachine」が自分のものであるかぎり、永遠の愛を誓うと述べて、このことを表現しているのは注目される。ゴンチャロフが、ハムレットの悲劇は、ハムレットが機械でなく、人間であったところにあると語っているのは、深い意味で正しい。実際、悲劇の主人公とともに、私たちは悲劇のなかで自分が感情の機械になっていることに気づきはじめる。それは悲劇そのものが目指しているものであり、したがって特別の並はずれた力を私たちに対して発揮するのである。悲劇が、ハムレットの最後の言葉とホレイショーのことばで再び円を描くとき、観客は悲劇を成り立たせていたあの分裂を、はっきりと感じる。ホレイショーの話は、観客の思いを悲劇の外的な局面へ、悲劇の「言葉、言葉、言葉」へと引き戻す。残る面は、ハムレットの言うように、沈黙である。
第9章「カタルシスとしての芸術」に、アリストテレスの『詩学』の用語から転用したカタルシス（精神的浄化）の概念を規定した。すべての芸術作品――寓話、小説、悲劇――が常に感情的矛盾を含み、一連の互いに対立する感情を呼び起こし、それらの短絡と解消をもたらす。あらゆる芸術作品において題材が呼び起こす情動と、形式が呼び起こす情動とを区別し、これらに系列の情動にどのような相互関係があるかを問うことができる。それら二つの情動は絶えず対立しており、対立した方向に向いている。そして、寓話から悲劇にいたるまで美的反応の法則は一つである。つまり、それは二つの対立した方向に発展する感情をうちに含み、その感情は最終点で電気がショートするようにして解消するということである。この過程を私たちはカタルシスという言葉で規定したい。最終的公式を打ち立てることにしよう。美的反応の基礎には、芸術によって呼び起こされ、私たちにより現実性と迫真力をもって体験される感情があるが、それは芸術の知覚が決まって私たちに求める空想の活動のなかで自己放電をするということができる。この中枢放電のために感情の外的運動的側面はいちじるしく遅滞し、抑圧され、私たちは幻の感情を体験しているにすぎないと思ってしまう。この感情と空想の統一に、あらゆる芸術は基づいている。そのもっとも重要な特殊性は、それが対立的傾向の感情を惹き起こしながら、対立の原理のために情動の運動的表現を抑制し、対立的衝動に出会うと、内容の感情、形式の感情を否定して、神経エネルギーの放電、爆発をもたらすということである。この感情の転化、自己燃焼に、すなわち、たったいま惹き起こされた情動を放電する爆発的反応に、美的反応のカタルシスがある。フォルマリストの理論である基本と逸脱との関係による表現強調の方法に注目している。
第10章「芸術心理学」では、前章までに設定した公式であるカタルシスとしての芸術、について、公式の包容力を点検し、公式がとらえ、説明する現象の範囲の確定作業を実行する。（１）所与の言語素材の自然な音声的特性、（２）詩において強弱音の交替を支配する、理想的法則としての韻律、（３）言語素材の自然的特性と、韻律法則との相互作用の結果生ずる、強弱音の実際の交替としてのリズム、という詩学が詩において発見したこれら三つの要素は、その心理学的意味において実際に、私たちが述べてきた美的反応の三要素と一致する。すなわち、はじめの二つの要素が互いに反目し矛盾し合っていて、対立した性質の感情を惹き起こし、三つ目の要素であるリズムが、はじめの二つの要素のカタルシス的な解決になっている。プーシキンの詩は、どの詩をとっても、その真の構造は常に二つの対立した感情を含んでいる。ウージンは『ベールキン物語』を分析し、そのなかに二つの面、二つのあい闘う激情があり、表面上の平静さは見かけにすぎず、その裏には悲劇的本質が隠されており、その作用の芸術的力はこの物語の外皮と核との矛盾に基づくものであることを明らかにしている。一見無事に終わるように思われる線のなかに、別の傾向が認められることを説得力のある明快さで示し得た点に、この研究者の功績がある。より複雑な叙事詩の構造、例えばプーシキンの『エフゲーニイ・オネーギン』にあっては、静的主人公の性格は、小説そのものの流れが変わるように、動的に変わる。重要なことは、この性格の変化が出来事の展開のもっとも重要な手段のひとつになっていることである。もしオネーギンが、不幸な恋を運命づけられた男と、はじめからわかっている人間であったなら、作品の構造はいとも平坦で単純であっただろう。だが、悲劇的恋がオネーギンをとらえるとき、空気より重い題材の克服を私たちがこの眼で見るとき、飛行の真の喜び、すなわち、芸術のカタルシスが与えるあの高揚の喜びを、私たちは味わうのである。戯曲はふつう闘争を取り上げる。主要な題材にすでに含まれているこの闘争が、普通の劇的闘争のうえに起きる芸術的要素の闘争を、いくらかあいまいにする。「シェイクスピアの登場人物は、ありえないような、事件の経過からは出てこないような、時と場所にそぐわないような、悲劇的状況におかれている。これらの人物は自分の決まった性格にそって行動しないで、まるで勝手なことをする。」とトルストイは言う。かれは、芸術の特殊性である、無動機の分野を指摘している。さらに、シェイクスピアがまったくわざと小説にある性格をはぶき、否定したと言うとき、トルストイは疑いもなく正しい。また、主人公の性格そのものがこの悲劇にあっては、二つの対立した感情を統一するモメントの経過にすぎないことをこの悲劇で明らかにすることができると言うとき、トルストイは正しい。研究者が芸術作品を「空気より重い」飛行になぞらえたようなことは、『オセロ』において完全に成功している。というわけは、この悲劇が二つの対立する要素からできており、この悲劇が終始私たちに二つのまったく対局的な効果を呼び起こし、セリフの一つ一つ、動作の一つ一つが私たちを裏切りという下劣なものに引き込むと同時に、私たちを理想的性格の世界へと高めることを知るからであり、この二つの対立した感情の衝突とカタルシス的浄化が悲劇の基礎をつくっていることが、わかるからである。また、シェイクスピアの功績とする幅広い自由な性格描写は、主人公を現実の人間へ、現実の生活そのままへと近づけることを目的とせず、まったく別な目的、すなわち、出来事の展開と悲劇的葛藤とを複雑にし、豊かにするということを目的としている。本質的に言って、性格はすべて不動である。私たちは、芸術におけるあれこれの動機のない現象を技術的に説明しようとする試みについてふれ、それらの現象は、実際には、技術の生んだ悲しむべき必然であるだけではなく、形式の与える喜ぶべき特権でもある、ということを述べた。シェイクスピアでは、狂人が普通の散文で語り、手紙が散文で書かれていて、マクベス夫人のうわごとも同じ散文で表されているという事実に注意してみれば、登場人物の言葉と性格との関係がいかに偶然であるかがわかるだろう。さて、小説と悲劇とのあいだに存在する本質的な相違を明らかにする。小説でも、登場人物の性格が動的に展開され、矛盾として表わされ、事件全体を変化させる構成要因としてあったり、また反対に、他の主導的要因によるデフォルメを受ける要因としてあることに出会う。このような内的矛盾は、ドストエフスキーの小説によく見られ、そこでは殺人者が哲学を論じ、聖者が街で自分の肉体を売り、父親殺しが人類を救うといったように、小説は最低と最高との二面にわたって同時に進行する。だが悲劇では、このような現象はまったく別の意味をもっている。ドラマはすべてその根底に闘いをもっており、悲劇であろうと笑劇であろうと、その形式的構造はまったく同じである。悲劇の主人公が、力の限りをつくして絶対的で不動の法則に対し闘いをいどむとすれば、喜劇の主人公はふつう社会的法則と闘い、笑劇の主人公は生理的法則と闘う。笑劇では、ドラマの主人公にはドラマ的性格があるが、それは終始二つの対立した感情、規範の感情と破壊の感情とをまるで総合するかのようである。そのため主人公は終始私たちに物としてではなく、ある種の経過ないし事件として、動的に知覚される。ヴォルケンシュタインが、悲劇の特徴を主人公に最大限の力があることのなかに見、古代人が悲劇の主人公を精神的極限と呼んだことを思い出すのは正しい。それゆえ悲劇にとって特徴的なことは、最大限要求主義ということであり、主人公の力限りの闘いによる、極限的法則の破壊である。悲劇的カタストロフィーの積極的作用は、驚くべきカタルシスを生む点にあるが、それは間違いなく、その内容に含まれているものとは正反対の効果を生むのである。悲劇における頂点と観客の勝利は、主人公の破滅の頂点と一致する。このことから私たちに明らかになることは、観客は主人公のことばかりでなく、それを上廻る何かを知覚するということである。したがってヘッベルが、悲劇のカタルシスは観客にとってのみ必要があり、「悲劇の主人公自身が内的和解に達することは……全然必要でない」と指摘するのはまったく正しい。そのことの驚嘆すべき例解を私たちは、シェイクスピア悲劇の結末のなかに見出す。そこではすべてがほとんど一つの仕方で終わっている。カタストロフィーが完成するとき、主人公は耐え難い破滅に瀕し、そこで登場人物のだれかが、観客の注意をかれの死体の上から、悲劇をもたらした一連の事件の方へ引き戻し、まるでカタルシスで燃えた悲劇の灰がらを集めるかのようなことをする。観客がホレイショーの話で、眼の前で行われたばかりの恐ろしい出来事と死の簡単な説明を聞くとき、同じ悲劇をもう一度、ただし針や毒を失ったかたちで見るような気になる。この放電が観客に、自分のカタルシスを自覚する時間と動機を与え、そこで観客は、大詰めで与えられる、悲劇に対する自分の態度と、悲劇全体についてたったいま体験したばかりの印象とを比べてみる。喜劇も似たような構造をもつ。そのカタルシスは、喜劇の主人公に対する観客の笑いである。ここでは、喜劇の観客と主人公との違いは明白である。喜劇の主人公は笑わず、泣くが、観客は笑う。明らかな二重性がある。喜劇では主人公が悲しむと観客は笑うか、またはその反対となる。喜劇には肯定的主人公の悲しい結末もあるが、それでも観客は喜ぶ。カタルシスなしには満足がありえないという法則が完全に正しいことを、チェーホフのドラマを例に示すことができる。『三人姉妹』では、モスクワへの三人姉妹の憧れを、いくらかでも理性的に物質的に動機づけることのできるような特徴は、すべて除かれている。モスクワは三人姉妹にとって単なる構成的芸術要因にすぎず、現実の願望の対象ではないからである。そこで戯曲は喜劇的ではなく、深いドラマ的印象を生む。同じことが『桜の園』にもある。このドラマでも、なぜ桜の園を売ることがラネーフスカヤにとって、そんなに大きな悲しみであるのか、私たちにはけっしてわからない。桜の園はラネーフスカヤにとって、また観客にとっても、三人姉妹のモスクワと同じように、動機づけのないドラマの要素としてある。心理的にまったく現実的な動機とも受け取れるような、ある種の非現実的動機が、現実的な生活的関係が織りなす織物の中に織り込まれていて、これら二つの相容れない動機の葛藤が、そうしてもカタルシスで解決されなければならない矛盾、それなしには芸術もないところの矛盾を生んでいる点に、劇的構造の特質がある。同じ公式は演劇にも通用する。俳優の演技と演劇そのものも、全面的にこの公式を正当づけていることを示すことは容易である。俳優たちが戯曲に従って愛情に満ちたセリフを交しながら、ひとりごとにそっと悪口や非難を交している長い対話をディドローは引用しているが、芸術心理学にとって、このことは俳優的情動の二重性を指摘する点で、本質的意味をもつ。その二重性は、私たちが思うには、カタルシスの公式を演劇に適用することを可能ならしめるものである。絵画の分野では、本来の意味での絵画と模様や線画とのあいだにある文体的相違において、この法則の作用をもっとも適切に示すことができる。私たちはこの相違を絵画と線画における空間解釈の違いと受け取りたい。つまり絵画は、光景の平面性を否定し、平面上におかれたものをすべて空間的に解釈し直されたかたちで私たちにとらえさせようとするのに対し、模様は三次元の空間を描く場合でも、一枚の紙の平面性を肯定する。そこで模様から私たちが受け取る印象は常に二重性をもつ。クリンガーが明らかにしているように、絵画に対立する線画は好んで不調和、恐怖、嫌悪を利用し、そうしたものが線画では積極的な意義をもつ。クリスチアンセンが正しく解明しているように、こうした印象の投入は、描写対象に基づく恐怖が形式のカタルシスで解消されるからである。最後に、彫刻と建築を一瞥してみると、ここでも題材と形式との対立がしばしば芸術的印象の出発点となっていることが、容易にわかる。彫刻は人間と動物の身体を表現するために、ほとんどもっぱら金属や大理石を用いるが、それらは一見生きている身体を表現するのにもっとも不適切であるかのように思われる。素材の可塑性と柔軟性はそれらを表すのに、もっとも適しているのである。だがこれらの素材の堅さのなかに芸術家は、生きた像の反撥と創造にとってもっとも都合のよい条件を見出すのである。同じことをゴチック建築の例が示している。芸術家が石に植物的形態をとらせ、枝を出させ、葉とバラの花を表現させる事実は注目に値する。ゴチック寺院では、そそり立つ垂直線を重く鈍い石から引き出しているし、ケルンの大寺院では大胆さと優しさとを芸術家が石から引き出している。
第11章「芸術と生活」では、まず芸術は私たちに何らかの感情を感染させるものであり、芸術はこの感染に基礎をおくものだとする感染理論に触れる。しかし、芸術とは何かを理解するためには、単なる感染性のほかに何かをつけ加えねばならない。芸術の奇蹟は、水をワインに変える奇蹟に似ている。芸術の真の本性は常に平凡な感情を克服し、変える何かをもっている。感情は最初は個人的なものであるが、芸術作品を通して社会的となり、一般化される。私たちはやはり、芸術は一定の生活感情から出発しながら、その感情のある種のつくりかえを行うものであるということに気がつかねばならない。このつくりかえはカタルシスにあり、その感情の対立感情への転化、感情の解消にある。芸術をカタルシスとして見るなら、芸術が単に生き生きとした鮮明な感情のあるところに生まれるものではないということは明らかである。もっとも真心のある感情さえ、それ自体では芸術を創り出すことができない。そのためには、感情の克服、感情の解消、感情の制圧という創造的行為が別にさらに必要なのである。なぜ芸術の知覚も創造を必要とするかというと、芸術の知覚にとっても、作者が抱いた感情を単に誠実に体験するだけでは足りず、また作品そのものの構造を解明するだけでも足りず、自分自身の感情を創造的に克服し、そのカタルシスを見出すことが、さらに必要なのであり、そのときはじめて芸術の作用が完全に表れるからである。次に、オフシャニコ-クリコフスキーの言う、感情の節約の原理について。「抒情詩の調和あるリズムはその『抒情的調和』が『精神経済』を秩序のとれた体制にし、精神力を節約させることによって、他の多くの情動とは異なる情動をつくり出す。」これは単にあらゆる精神的消耗を避けようとする志向ではない。この意味では芸術は力の節約の原理には従わない。それは反対に、激しい爆発的な力の消費であり、精神の支出であり、エネルギーの放電である。冷たく、散文的に受け取られたり、またはそうした理解のためつくりかえられた芸術作品は、芸術的形式の作用と結びついたものより、はるかに力の節約となる。爆発、放電にまかせても、芸術はやはり実際に私たちの精神支出や私たちの感情に、体制と秩序をもたらす。だが、もちろん小説の主人公といっしょにかれらの感情を体験するアンナ・カレーニナが生み出すエネルギーの消費は、実際の現実的な感情の体験と比べれば、精神力の節約になる。芸術は、私たちにおいては社会的であり、その作用が個々の個人のなかで行われるとしても、そのことは芸術の根源と本質が個人的なものであることをけっして意味しない。社会的ということを集団的なこと、大勢の人々がいるということとしてだけ理解するのは、あまりにも素朴である。社会的なものは一人の人間、その個人的体験だけであっても存在する。それゆえ芸術の作用は、それがカタルシスを遂行し、その浄化の炎で、もっとも内密で、もっとも生活的に重要な、個人的精神の動揺を引き起こすなら、社会的作用なのである。問題は、感染理論が描くように、一人の人に生じた感情がみんなに感染し、社会的なものとなるような仕方で進行するのではなく、まさにその反対なのである。感情の改鋳は私たちの外で、社会的感情の力で行われる。それは客観化され、私たちの外へ引き出され、物質化され、芸術の外的対象に定着されており、社会の道具とされている。動物と違う人間のもっとも本質的な特質は、人間が自分の肉体から技術の器官と科学的認識の器官を生み分けることであり、それが社会の道具のようになっていることにある。これとまったく同じように芸術も社会的な感情の技術であり、社会の道具である。それによって芸術は、私たちの存在のもっとも内密で、もっとも個人的な側面を社会的生活圏に引き込む。もっと正しく言えば、感情は社会的なものになるのではなく、反対に私たち一人ひとりが芸術作品を体験するとき、感情は個人的なものになる。社会的であることをその混合にとどめることなく、個人的なものになるのである。トルストイの『クロイツェル・ソナタ』には、音楽の不可思議な恐ろしいはたらきについて、美的反応の新しい側面が明らかにされている。私たちがなんらかの芸術作品を知覚する場合、私たちは私たちの個性とのみ結びついたもっぱら個人的な反応を引き起こす。人間と世界とのあいだには社会的環境があり、それが、外部から人間に作用するあらゆる刺激、人間が外へ出すあらゆる反応を、それなりに屈折させ、方向づけている。このような場合、応用心理学にとって、無限に意味があり重要となる事実は、トルストイが証言したように、ありふれた聴衆の体験にあっても、音楽が偉大で恐ろしいものであるということである。音楽は行動を呼び起こす。音楽それ自身は、直接には私たちの日常的行為から隔離されており、直接私たちをどうこうするものではなく、単になんらかの行動に対する漠然とした大きな欲求をつくり出すのみで、もっとも深いところに横たわっている私たちの力に道を開き、はき清める。音楽は地震のようなはたらきをし、生活に新しい地層を開いてみせる。もし音楽が、その後に従うはずの行為を直接には命令しないとしたら、音楽がどんな力を生活に与えるか、引っ張り出すか、奥へ押し込めるかは、やはり音楽の根本的な作用、つまり音楽が心理的カタルシスに与える傾向にかかっている。芸術は、むしろ私たちの行動を未来へ向けて組織化するものであり、前向きのものであり、要求であり、それはあるいは一度も実現されることのないものかもしれないが、私たちの生活を背後にあるものへ向かって上向きに志向させる要求である。それゆえ、芸術は主として遅延された反応と呼ぶことができる。というわけは、芸術の作用とその実行とのあいだには、常に多かれ少なかれ時間の長い間隔があるからである。芸術の行うことはすべて、私たちの肉体においてであり、私たちの肉体を通してである。芸術が古代から教育の一部として、教育の手段として、つまり私たちの行動や有機体の一定の長期にわたる変革とみなされてきたのも理由がある。芸術の応用的意義は、結局のところ芸術の教育的作用に帰する。批評の課題は、半分だけが美学に属し、半分は社会的教育と社会政治評論である。故意に意識的に芸術を散文化する批評は、芸術の社会的根源をはっきりさせ、芸術の事実と生活の一般的事実とのあいだに存在する生活的社会的関連を指摘しつつ、芸術によって与えられる衝動に一定の仕方で対立するか、あるいは反対にその衝動を促進するように、私たちの意識的力を呼び出す。このような批評は、故意に芸術の領域から、芸術にとっては来世的な社会生活の領域へと飛躍するが、それは芸術によって呼び起こされる力を、社会的に必要な方向へ向けるだけのためである。他の半分は、芸術の作用を芸術として保つことである。「芸術作品の思想の評価のために、その芸術的価値の分析を行わなければならない。哲学は美学を遠ざけるのではなく、反対に美学のために道を切り開き、美学のためのしっかりした基礎を見つけようとしてきた。」とプレハーノフは言う。教育における芸術の問題も同じことである。やはり二つの行為に分けられることはまったく明らかであり、それは一方が欠ければ他方もありえない。芸術の創造的活動を教えることはできない。だがそのことは、教育者が芸術の形成や創出に協力できないことをけっして意味しはしない。私たちは、意識を通して無意識へ分け入るのであり、一定の仕方で意識過程を組織化すれば、それによって無意識的過程を呼び起こすことができる。あらゆる芸術活動が、必ず必須条件として芸術活動に先行する合理的認識、理解、認知、連動等々といった活動を含んでいることは、だれも知らないものはいないだろう。私たちが意識過程に与える傾向と、後続の無意識的過程とが無関係であると考えるのは間違っていよう。芸術に立ち向かう意識を一定の仕方で組織するとき、私たちはあらかじめその芸術作品に対し成功か失敗かを請け合うことができる。「（芸術活動とは）行動にはいたらないとしても、現象に対するわれわれの反応の実現過程である。この過程は……人格を拡大し、それに新たな可能性を与え、現象に対する最終的反応、すなわち行動を予定し、その本性として教育的意義をもつ。だがたとえば、思想も芸術的形象も創造的活動であるといったあいまいな根拠に基づいて、この二つの生物学的過程、この二つの心理的過程を混同し、一つにする権利はわれわれにはない。反対に、それぞれからすべてを完全に引き出すようにして、それらの独自性を明らかにする必要がある。芸術的形象をもたらす生活的心理的過程の独自性によって制約された、芸術的形象の具体性にこそ、感情を焚き付け、意志を刺激し、エネルギーを燃え立たせ、行動を下準備させる芸術的形象の巨大な力がある。」とモロジャヴィは言う。こうした議論は、一般心理学の領域から児童心理学へ移行するとき、一つの重要な訂正を必要とする。ここで、芸術の生活的役割や影響を明らかにするとき、子どもに立ち向かう研究者が直面する特殊性を考慮しなければならない。児童芸術の分野とそれに対する児童の反応とは、本質的に大人の芸術とは異なるからである。児童芸術には、芸術が求める特殊な構え、そして疑いなく児童の遊びと芸術との心理的類似を示す特殊な構えが、早くから存在する。しかし、児童における芸術は、明らかに大人の行動において芸術が果たしているような機能を果たしはしない。また、児童芸術は独特のものであり、大人の芸術とは異なるが、一つのきわめて興味ある特徴が児童と大人で似ている。「民衆のなかに残っている童謡の大部分は遊びから生まれたものであるばかりでなく、それ自体が遊びなのである。ことばによる遊び、リズムによる遊び、音による遊びである……これらのごちゃまぜのなかで、実際に、理想的秩序が守られている。この無分別に、システムがある。児童を、あべこべの世界に引き入れることで、われわれは児童の知的作業を損わないばかりでなく、逆に、それを促進する。なぜなら、子ども自身にこうしたあべこべの世界を自分で創り出そうとする志向があるからである。それによって、現実の世界を支配している法則をよりはっきりととらえるためである。もしこうしたばからしさが、観念と物との真の、現実的な相互関係を隠してしまうとすれば、児童に害となるだろう。だが、それらはそうした真実を隠さないばかりか、真実を提起し、引き立て、強調する。それらは児童の現実感覚を強めるのである。」とチュコフスキーは言う。ここでも、芸術は二分されており、芸術の知覚のためには、一度に物の真の状態の直観とともに、この状態からの逸脱を直観することが必要であり、このような矛盾した知覚から芸術の……効果が発生する、ということを知る。ここから未来の芸術に期待すべき役割も明らかになる。現実から生まれ、現実を目指す芸術が、生活がとる基本構造によって厳密に決定されるだろうということである。心理学的研究が明らかにしている芸術の法則が示すことは、芸術が社会における個人の生物的・社会的過程のもっとも重要な中心であるということであり、芸術は生活のもっとも危機的な重要な時点における、世界と人間との均衡の手段だということである。新しい原理に基づく人間性の改造、社会的・経済的過程の占有ばかりでなく、「人間の改鋳」も疑いなく未来計画のなかに入る以上、芸術の役割もまた疑いなく変わるだろう。新しい芸術なしに、新しい人間はないだろう。

## 出版の影響
- マリア・ユーディナは、まだこの著作があまり知られていない頃に、会う人ごとに読むように勧めた[40]。